# Corvera de Toranzo
Corvera de Toranzo – gmina w Hiszpanii, w prowincji Kantabria, w Kantabrii, o powierzchni 49,48 km². W 2011 roku gmina liczyła 2159 mieszkańców.